# Ziggie
Ziggie è stato un programma televisivo per bambini e ragazzi andato in onda dal 2002 al 2005, inizialmente solo al sabato pomeriggio alle ore 17:50, per poi diventare un appuntamento quotidiano (alle ore 17:25) del palinsesto pomeridiano di Italia 1. Visto il suo crescente successo ottenuto, ne è stata realizzata anche un'unica edizione rivolta ai più giovani intitolata Ziggie Show, andata in onda nel 2003 (da lunedì 2 giugno) nella fascia dell'access prime time dal lunedì al sabato alle ore 20:45.

## Il programma

### Storia
Il programma inizia il 14 dicembre 2002, con la conduzione di Roberta Lanfranchi e Giorgio Celli (chiamato con il soprannome di "Zio Giorgio") sostituiti a partire dal 22 marzo 2003 da Ellen Hidding e Alessandro Cattelan con la partecipazione del mago Walter Rolfo. Luca Bottale era la voce fuori campo del programma.

### Strutturazione

Ziggie lo Zigosauro

Ziggie era il nome del pupazzo con le sembianze di un dinosauro chiamato "Zigosauro" (che proveniva dall'isola di Komodo), ed era realizzato da Walter Marinello, animato da Marco Merlini e doppiato da Simone D'Andrea; esso interagiva insieme ai conduttori all'interno di una sorta di sitcom che, informando e divertendo, miscelava contenuti educativi e intrattenimento. Solo nella terza ed ultima edizione, furono introdotti due nuovi pupazzi: le piantine Nadine e Letizia (entrambe doppiate da Debora Magnaghi).
Nel corso del programma, venivano proposti: esperimenti scientifici (realizzati con la consulenza del Museo Nazionale della Scienza e della Tecnologia "Leonardo da Vinci" di Milano), filmati sugli animali e la natura, documentari della BBC e, soprattutto, ci fu la prima visione dell'unico cartone animato trasmesso al suo interno, dal titolo La famiglia dei perché.
Spazio poi all'arte del bricolage per imparare a costruire oggetti utilizzando colla, cartoncini e colori. Inoltre c'erano ricette di cucina, lezioni d'inglese, musica e ballo.

## Lista degli episodi

### 1ª edizione (2002–2003)
1. Il baule misterioso
2. Strane presenze
3. Festa per lo Zio
4. Due cuori una mansarda

### 2ª edizione
1. Un arcobaleno di colori
2. Che paura ragazzi!
3. Una febbre da Zigosauro
4. A me gli occhi Ziggie
5. Ziggie, Zigo-papà
6. Ziggiesan da Komodo con furore
7. Ziggie-Bond
8. Alex e Ziggie rivali in amore
9. Tutti al mare

### 3ª edizione
- Chi ha rubato la marmellata
- Datemi il La
- Dottor Ziggie e Mister Hyde
- Ziggie boyscout
- Ziggie Circus
- Ziggie Jones

## Curiosità
- Ziggie indossava sempre una collana decorata di ossa preistoriche, con al centro una pietra nella forma del logo di Italia 1.
- Nella seconda edizione del programma, ogni puntata si concludeva con un filmato sui dinosauri in cui Ziggie descriveva le caratteristiche e le abitudini dei suoi familiari e/o abitanti del suo luogo natale: l'isola di Komodo.
- Nel podcast Tintoria (episodio 154) Alessandro Cattelan ha ammesso di essersi profondamente vergognato di aver partecipato al programma, definendolo il punto più basso della propria carriera[2].